# Князєв Володимир Валеріанович
Володимир Валеріанович Князєв (1848, Тульська губернія — після 1917) — російський державний діяч. Полтавський губернатор у 1906—1908 роках.

## Життєпис
Народився 1848 року в родині Валеріана Сергійовича Князєва та Анастасії Миколаївни Курдоєдової. Походив із дворянського роду Тульської губернії.
Навчався в Олександрівському ліцеї у Санкт-Петербурзі, який закінчив 1866 року із чином губернського секретаря. Тоді ж вступив на службу в Міністерстві фінансів. Наступного року відправлений працювати в 2-му відділенні 5-го департаменту Сенату та в Міністерстві державного майна, де займався справами державних селян.
У 1869 році призначений акцизним наглядачем Туркестанського краю. З 1870 року служив у керівництві Оренбурзької губернії. Наступного року проводив інспекцію волосних судів Оренбурзької та Уфимської губерній.
1875 року був звільнений від служби та призначений чиновником особливих доручень при Московському генерал-губернаторі. 1884 року повернувся на службу до Міністерства державного майна, будучи чиновником особливих доручень у Московській та Тверській губерніях. У Москві був почесним членом Московської ради дитячих притулків (1883), радником (1890) та старшим радником (1892) губернського правління.
29 листопада 1897 року призначений Катеринославським віцегубернатором. Наступного року отримав чин дійсного статського радника.
У 1904—1906 роках — член ради Міністерства внутрішніх справ.
17 червня 1906 року призначений Полтавським губернатором. Звільнений зі служби та відправлений у відставку 20 жовтня 1908 року відповідно до прохання. Того ж року отримав чин таємного радника.
Помер після 1917 року.

## Нагороди
Російські
- Орден Святого Станіслава II ступеня (1874), I ступеня (1903)
- Орден Святої Анни II ступеня (1878), I ступеня (1906)
- Орден Святого Володимира III ступеня (1900)
- Медаль «У пам'ять коронації імператора Олександра III»
- Медаль «У пам'ять царювання імператора Олександра III»
- Медаль «У пам'ять коронації Імператора Миколи II»

Іноземні
- Перська імперія: Орден Лева і Сонця I ступеня (1902)
- Бухарський емірат: Орден Благородної Бухари I ступеня (1903)[2][3]